# Declaração de Salamanca
A Declaração de Salamanca (Salamanca - 1994) é uma resolução das Nações Unidas que trata dos princípios, política e prática em educação especial. Adotada em Assembleia Geral, apresenta os Procedimentos-Padrões das Nações Unidas para a Equalização de Oportunidades para Pessoas com Deficiência. É considerada mundialmente um dos mais importantes documentos que visam a inclusão social, juntamente com a Convenção sobre os Direitos da Criança (1988) e da Declaração Mundial sobre Educação para Todos (1990). Faz parte da pendência mundial que vem consolidando a educação inclusiva.